# Зелёный Дуб (Алексинский район)
Зелёный Дуб — посёлок в Тульской области России. С точки зрения административно-территориального устройства входит в Алексинский район. В плане местного самоуправления входит в состав муниципального образования город Алексин.

## Топоним
По рассказам старожилов, название деревни дали сами жители на общем собрании. Участники событий обратили внимание на большой дуб, росший в центре посёлка, по предложению одного из участников собрания посёлок решено было назвать Зелёный Дуб.

## География
Находится в северо-западной части региона, в пределах северо-восточного склона Среднерусской возвышенности, в подзоне широколиственных лесов, восточнее села Богучарово, реки Крушма, автодороги 70К-014 (Алексин-Поповка-Тула).
Высота центра 230 м.

### Климат
Климат, как и во всём районе, характеризуется как умеренно континентальный, с ярко выраженными сезонами года. Средняя температура воздуха летнего периода — 16 — 20 °C (абсолютный максимум — 38 °С); зимнего периода — −5 — −12 °C (абсолютный минимум — −46 °С).
Снежный покров держится в среднем 130—145 дней в году.
Среднегодовое количество осадков — 650—730 мм..

## История
На дореволюционных картах посёлок отсутствует.
Посёлок появился в период коллективизации, на освободившихся помещичьих землях, по рассказам старожилов, в 1929 году. Поселение основали крестьянские переселенцы деревни Ступино (Севостьяновы, Антоновы, Быченковы, Рагулькины и др.), объединившиеся в колхоз им. Н. С. Хрущёва, состоящий из жителей одной деревни. Плодородные барские земли давали хорошие урожаи, позднее мелкие колхозы укрупнили в совхозы.
Осенью 1941 года деревня находилась в немецкой оккупации, в домах местных жителей располагались немцы, жителей из домов не выгоняли. При стремительном московском наступлении Красной армии быстро оставили посёлок. Близлежащие поля были ареной сражений. Освободили деревню сибирские части.
До 1950-х годов начальное обучение до 4-го класса детей посёлка проходило в здании богучаровской школы. Она располагалась в 2-х этажном здании бывшей помещичьей усадьбы. Дальнейшее обучение до 7-го класса продолжалось в селе Спас-Конино.
В посёлке сохранился пруд, оборудованный прежними помещиками. Когда-то на берегу его существовали мраморные ступеньки, и на купание приезжала барыня Варвара Алексеевна Воронецкая, усадьба которой была неподалёку на вершине холма, с видом на с. Богучарово и великолепные виды окрестностей.
Погост поселения располагается около руинированной Воскресенской церкви села Богучарово.

## Население
| 2010 |
| ---- |
| 8    |

## Инфраструктура
Обслуживается отделением почтовой связи 301350.
Личное подсобное хозяйство (на август 2022 года 18 домов).

## Транспорт
Просёлочная дорога.
В 2022 году грунтовая дорога к деревне от села Богучарово была отсыпана щебёнкой по программе Народного бюджета.

## Галерея

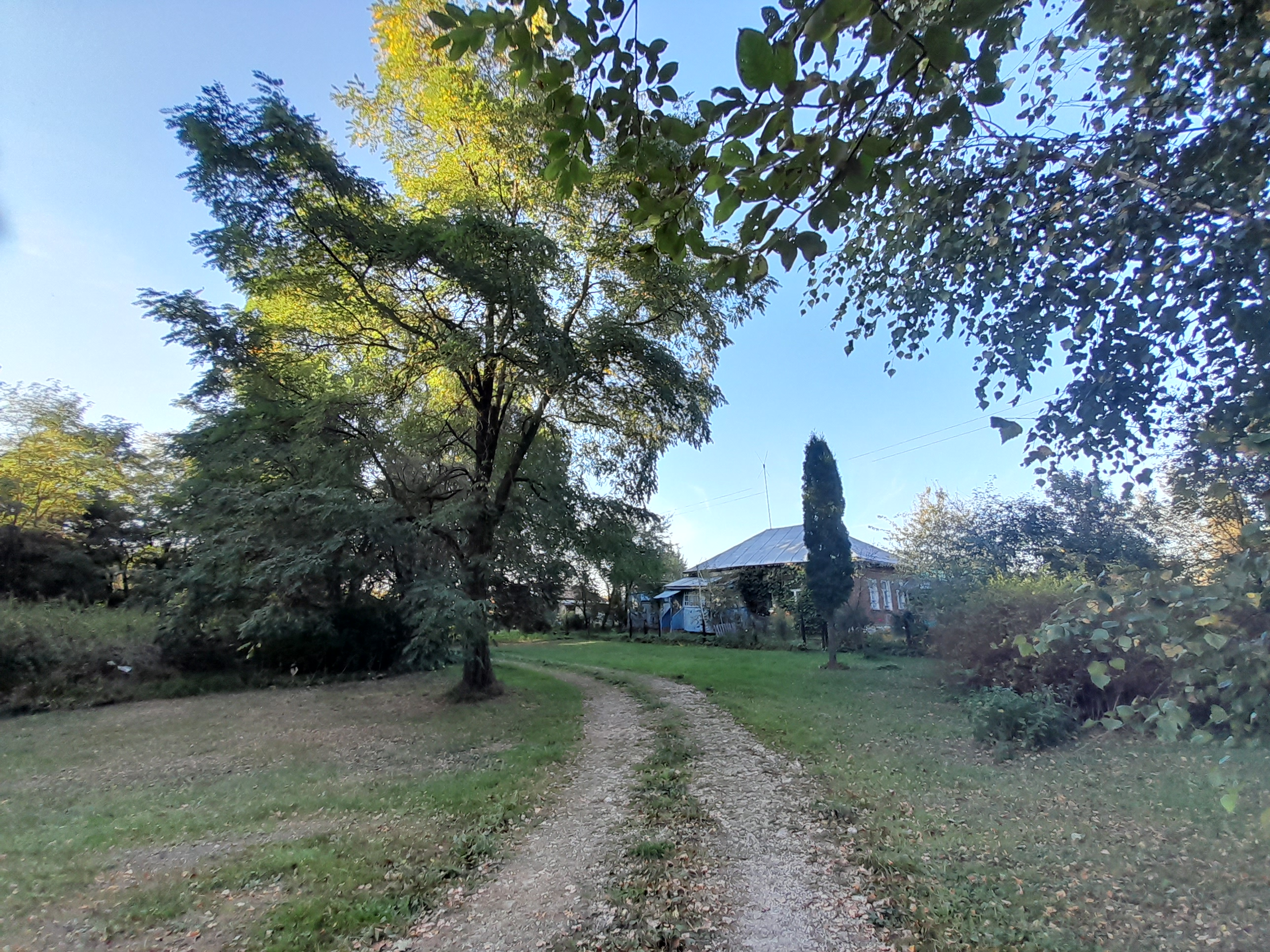
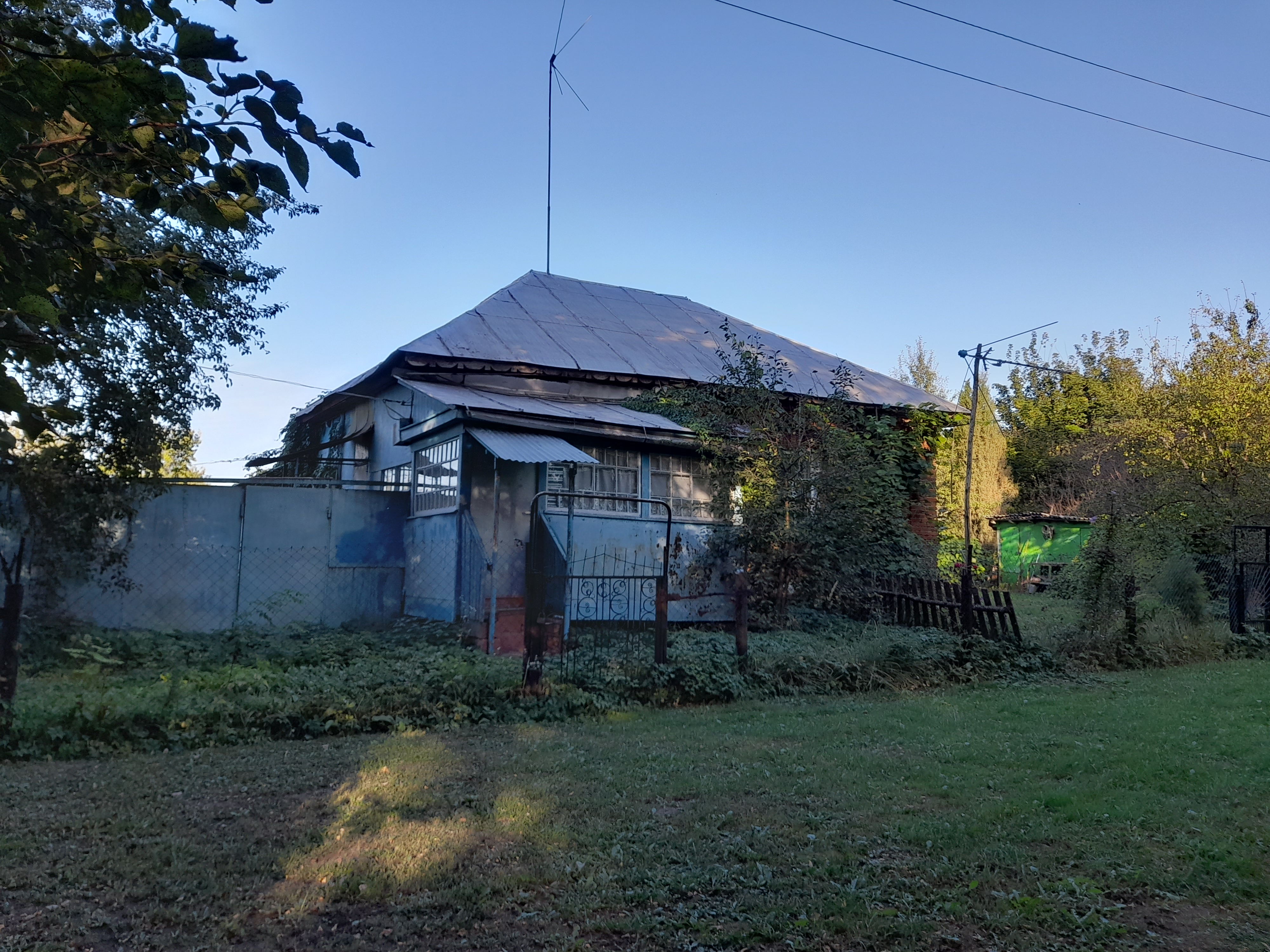
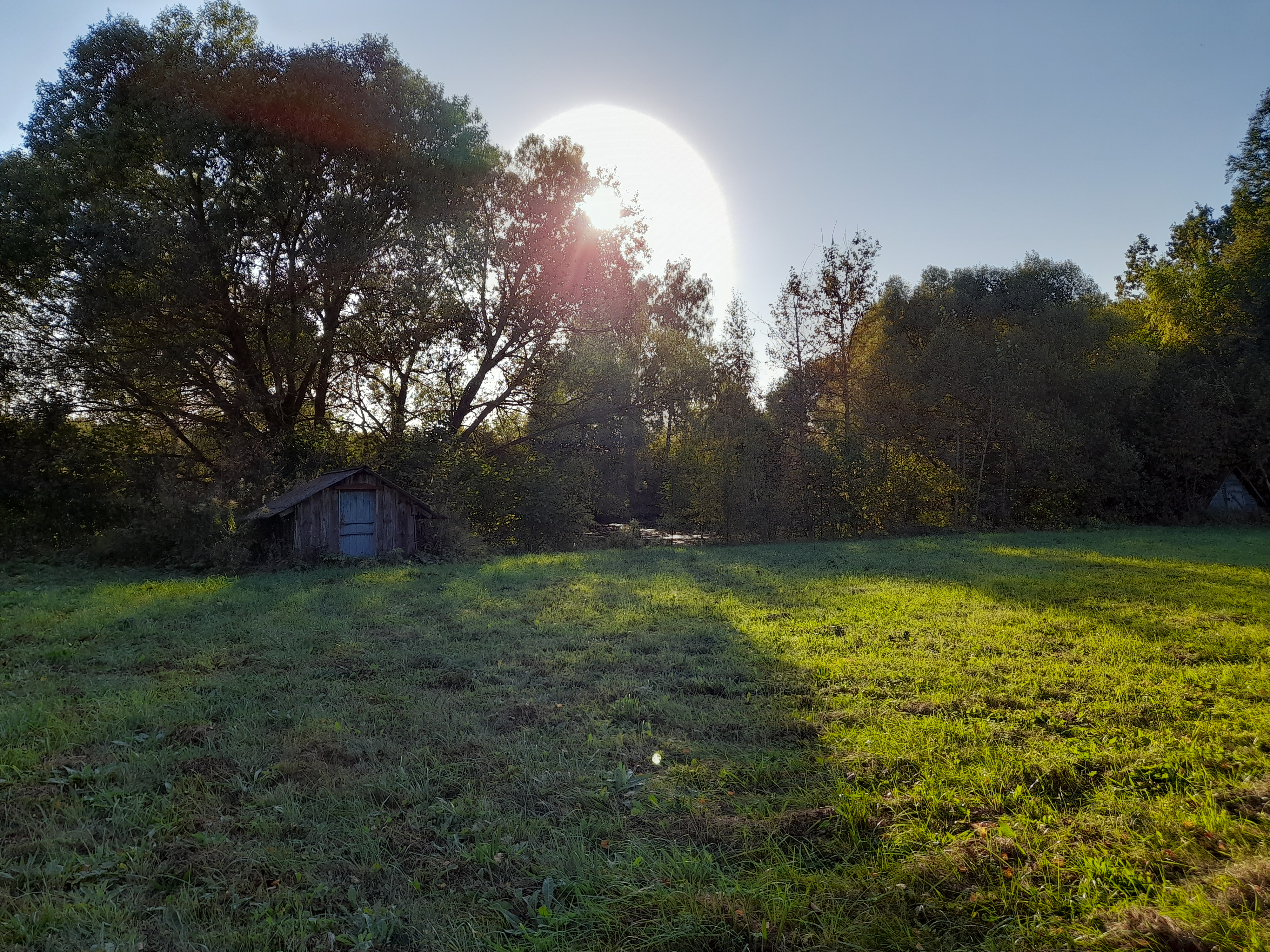
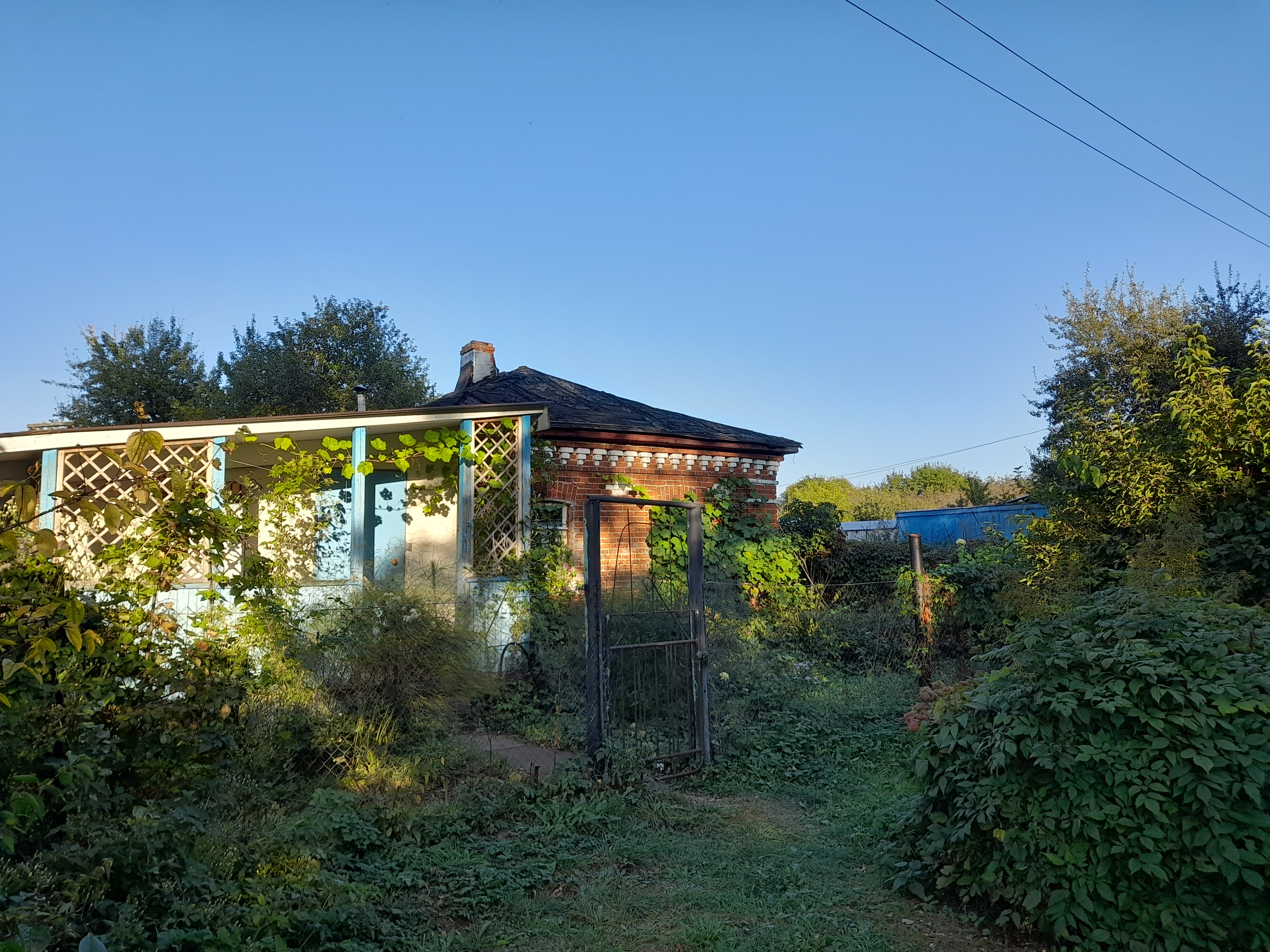
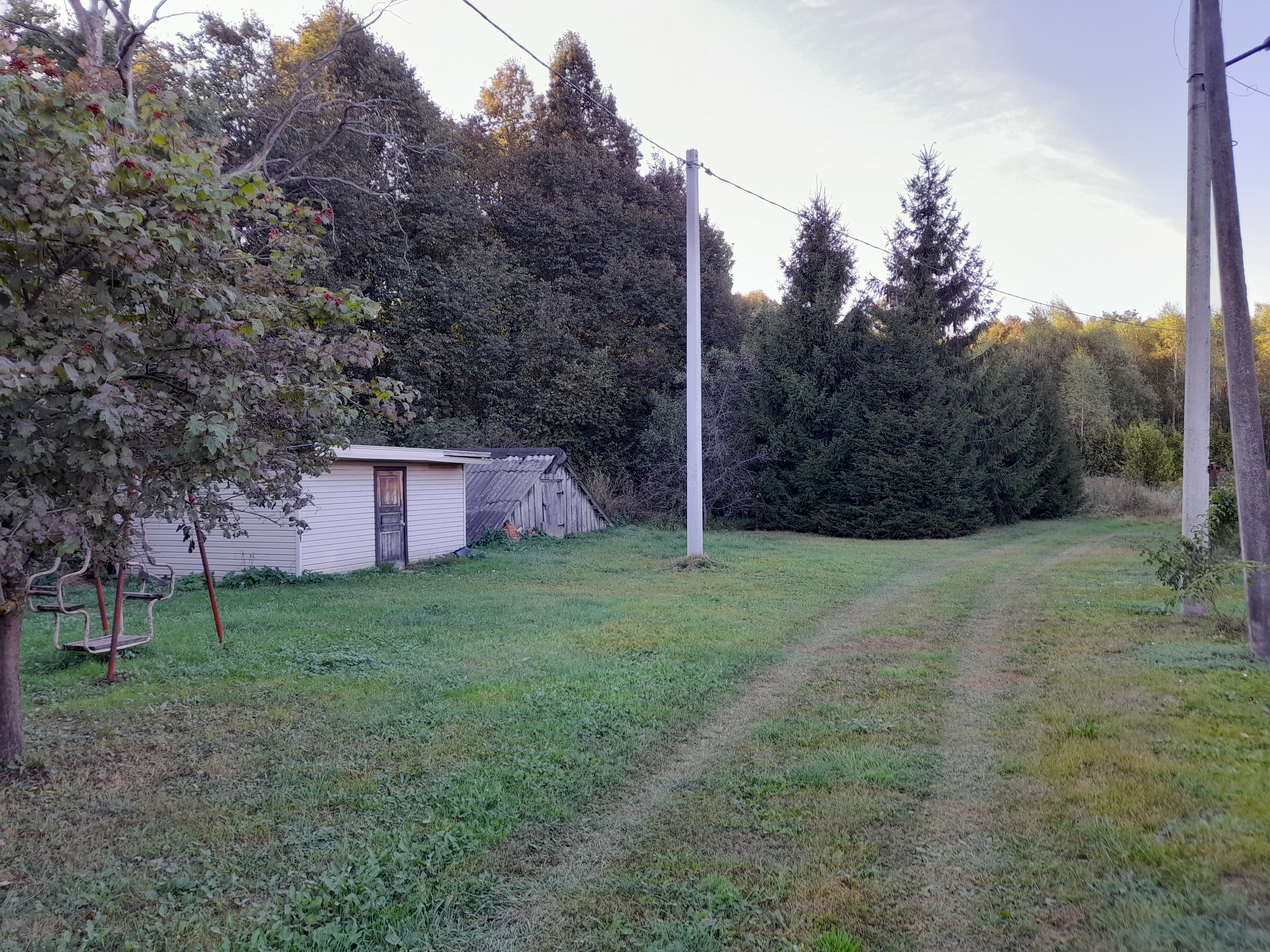
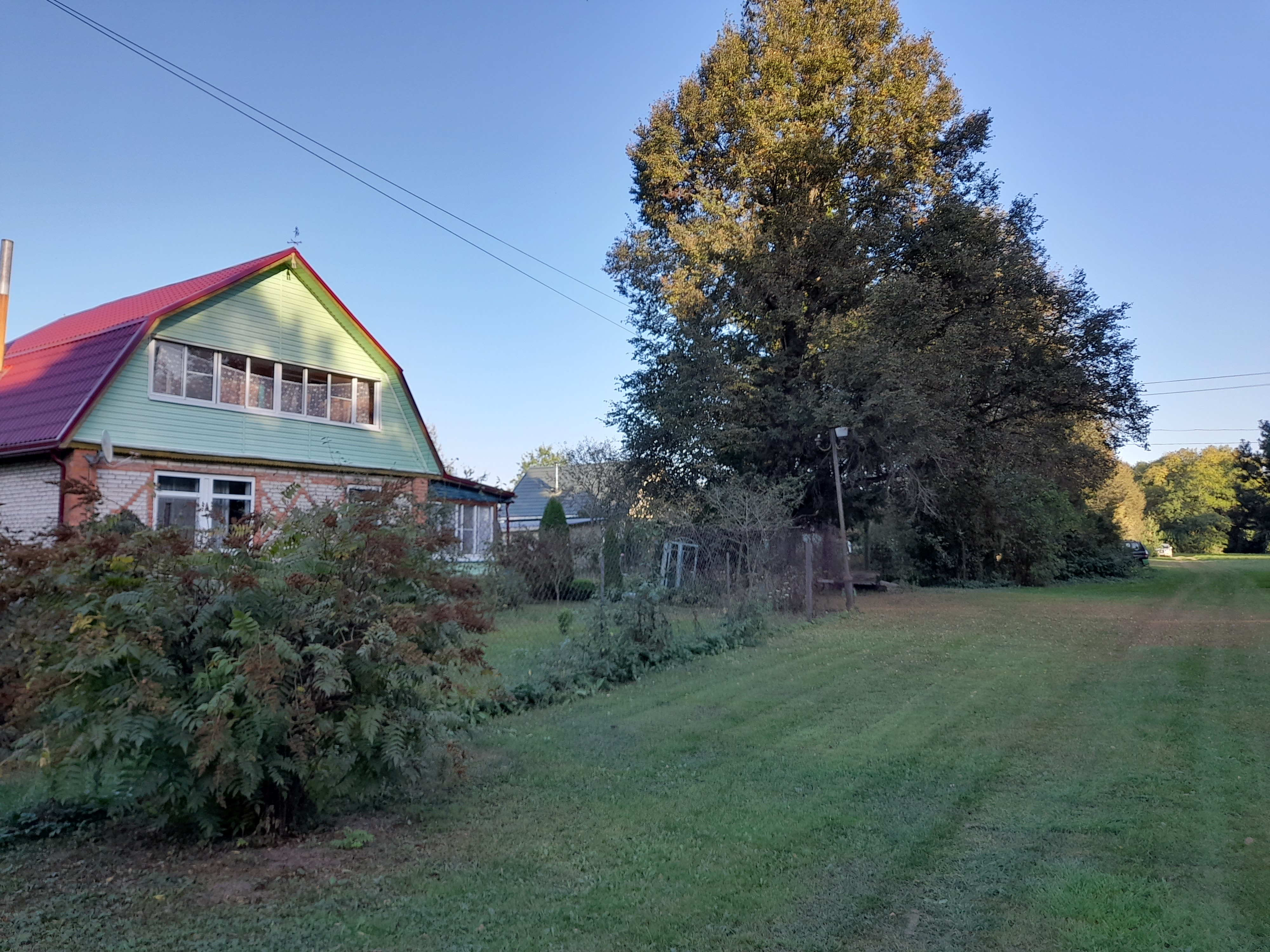
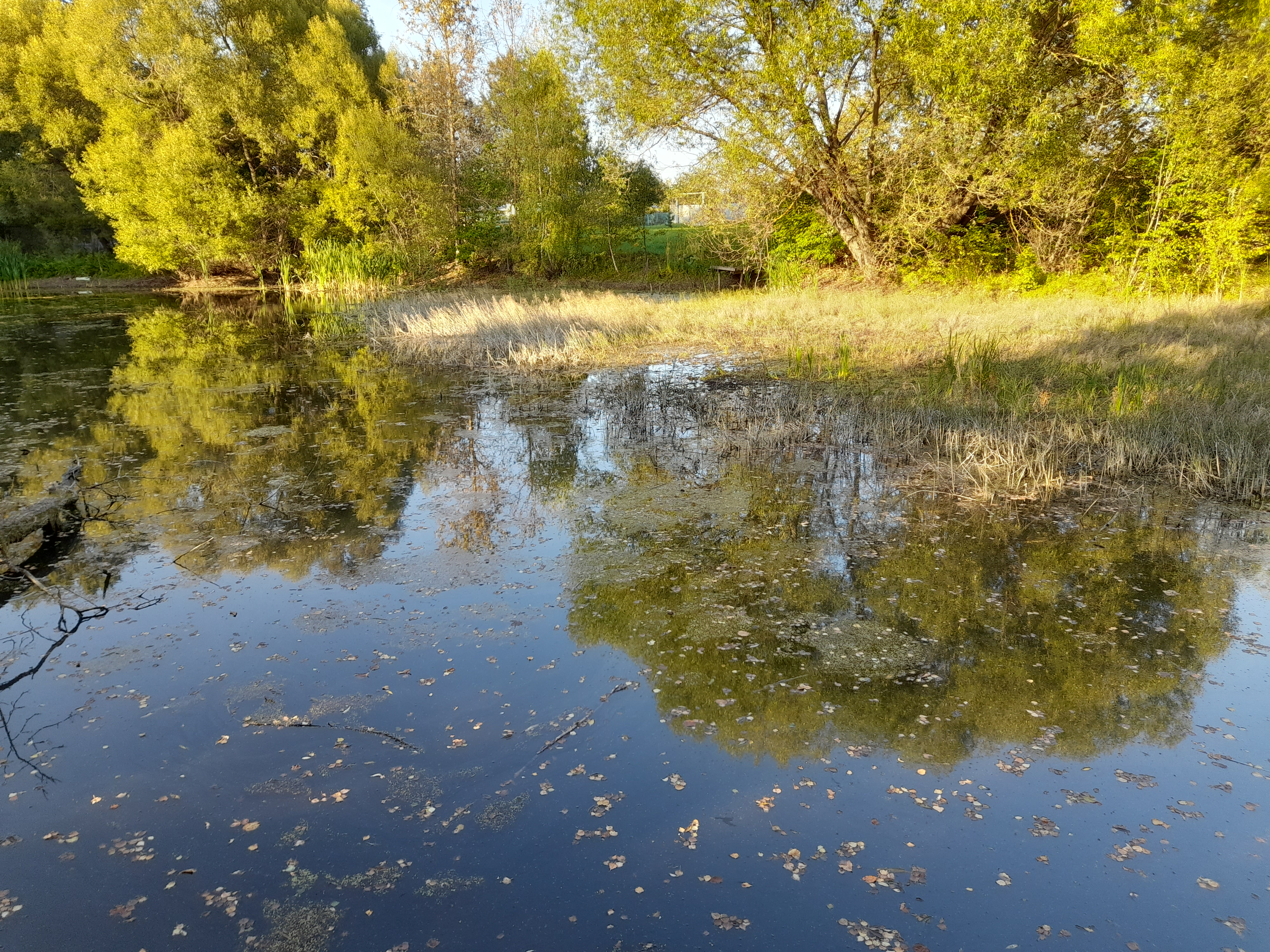
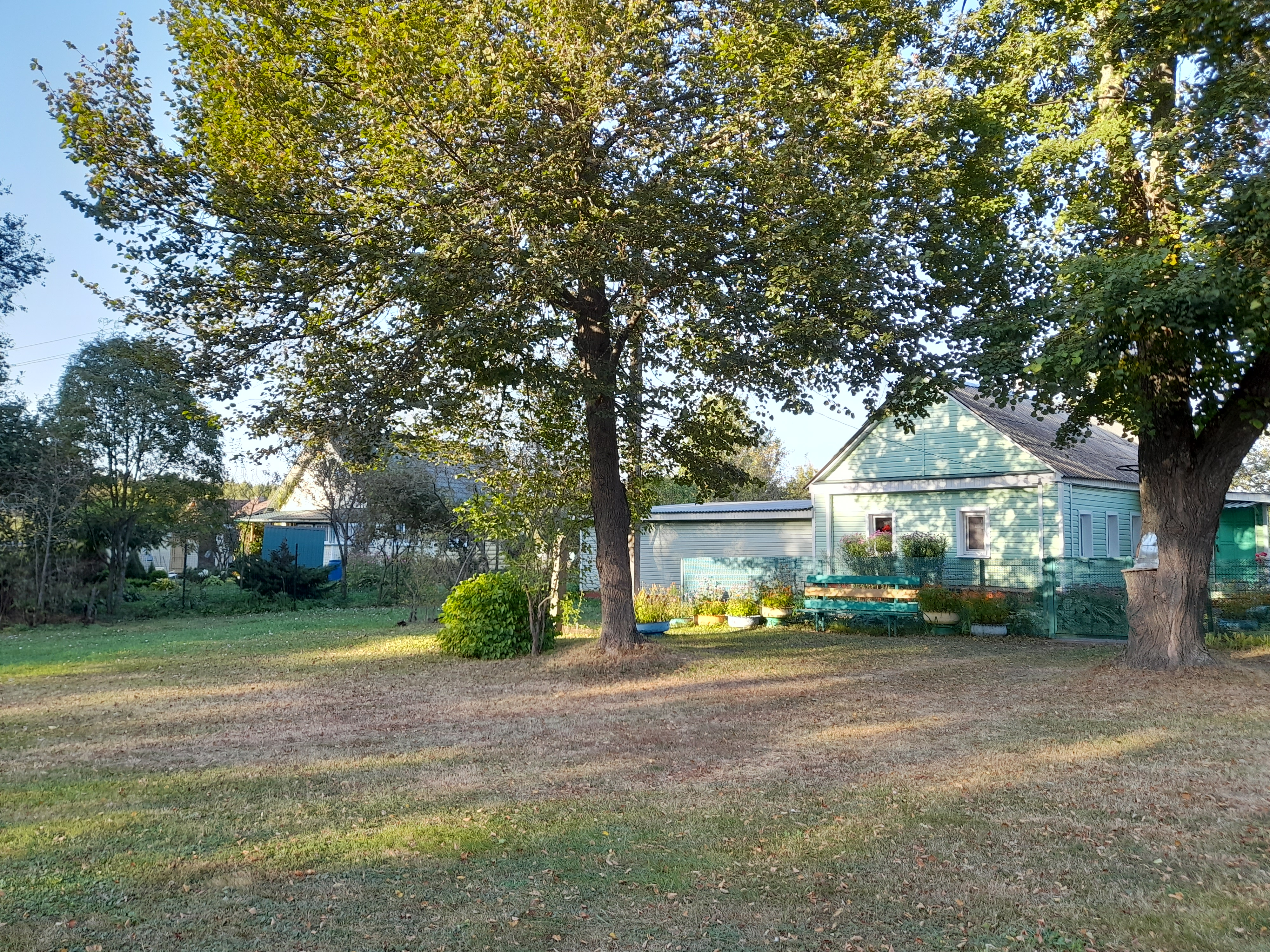
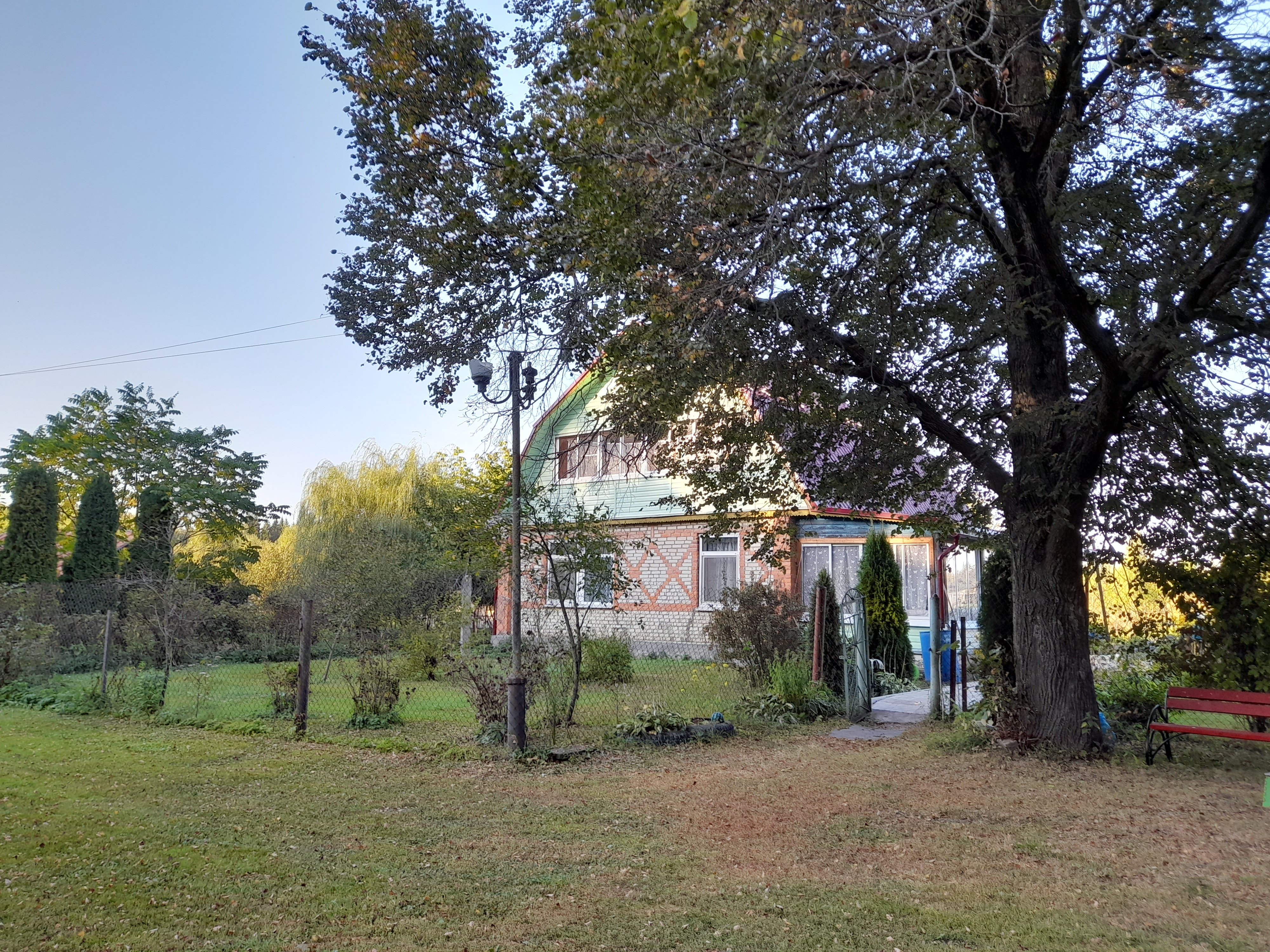
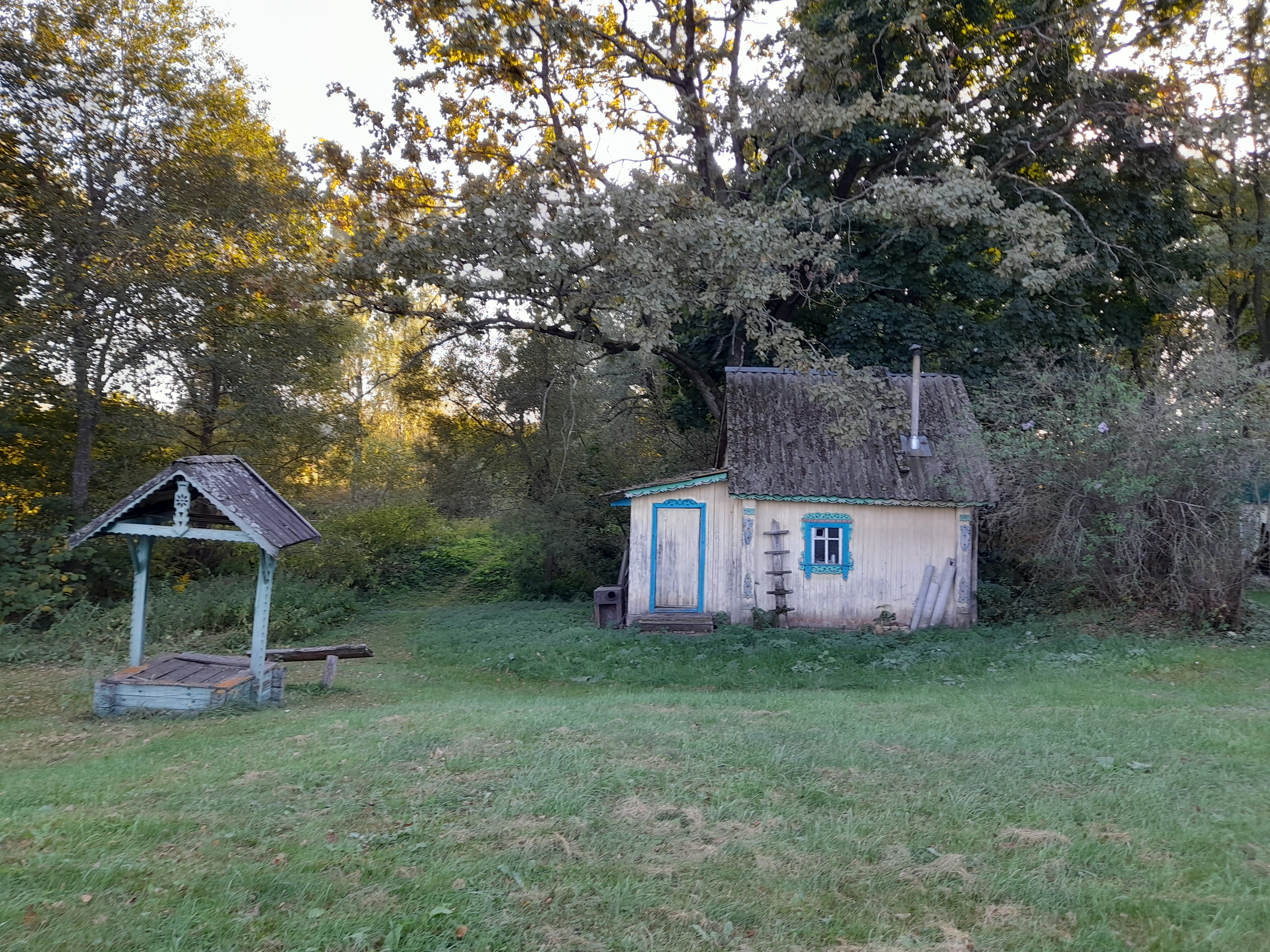
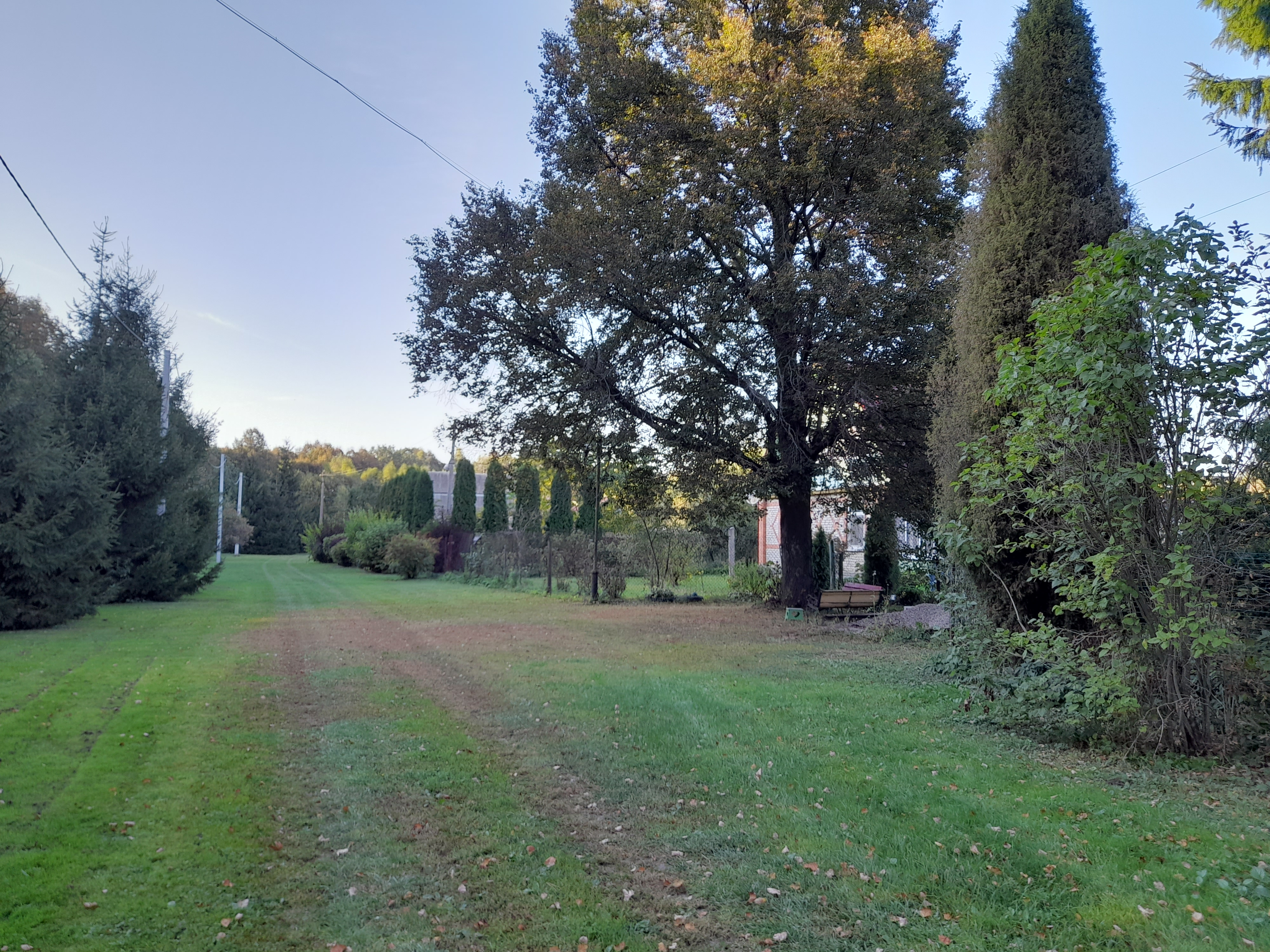